# Stato Monastico Autonomo del Monte Athos
Lo Stato Monastico Autonomo del Monte Athos (in greco Αυτόνομη Μοναστική Πολιτεία Αγίου Όρους?, Aftónomī Monastikī Politía Agíou Órous), noto anche come Monte Athos, è un territorio autonomo della Grecia, dotato di uno statuto speciale di autogoverno (art. 105 della Costituzione greca). Occupa buona parte della penisola del Monte Athos, porzione della Penisola calcidica, e il suo rilievo maggiore è il Monte Athos. Il territorio è circondato dal mare, fatta eccezione per una sottile striscia di terra, che tocca la Macedonia Centrale.
La comunità monastica fu fondata da Atanasio l'Atonita.
L'amministrazione del territorio è affidata a un collegio, la Sacra comunità (Ιερά Κοινότητα, Ierà Kinòtīta), che riunisce i rappresentanti dei 20 monasteri atoniti, alle cui dipendenze vi è un comitato esecutivo di quattro membri, la Ιερά Επιστασία (Ierà Epistasìa), presieduta a rotazione dal rappresentante di un monastero, il Prōtos. La repubblica è soggetta alla giurisdizione ecclesiastica del Patriarcato ecumenico di Costantinopoli e a quella politica del ministero degli affari esteri greco: lo Stato greco è infatti rappresentato da un Governatore con l'incarico di sovrintendere alla amministrazione del territorio e di farne rispettare lo statuto, con responsabilità esclusiva per la salvaguardia dell'ordine pubblico e della sicurezza.
Essendo parte di uno Stato membro dell'Unione europea, il territorio del Monte Athos ne è esso stesso parte ed è soggetto, quasi interamente, alla legislazione comunitaria. Da un punto di vista fiscale, il suo territorio non rientra nell'area europea dell'Imposta sul valore aggiunto (art. 7 comma 1 lettera b numero 1 d.p.r. 633/1972), mentre è compreso nell'area Schengen. Tuttavia, è previsto che l'applicazione della normativa Schengen tenga conto dello status speciale del Monte Athos: "Riconoscendo che lo statuto speciale accordato al Monte Athos, garantito dell'articolo 105 della Costituzione ellenica e dalla Carta del Monte Athos, è giustificato esclusivamente da motivi di carattere spirituale e religioso, le Parti contraenti cureranno di tenerne conto nell'applicazione e nella futura elaborazione delle disposizioni dell'Accordo di Schengen del 1985 e della Convenzione di applicazione del 1990".
Pertanto l'ingresso è sottoposto a una peculiare giurisdizione restrittiva: per entrarvi è infatti necessario uno speciale permesso di soggiorno, il Diamonītīrìōn (Διαμονητηρίων), che permette di visitare il Monte Athos per 4 giorni; si può comunque richiedere in loco un rinnovo per altri 2-3 giorni. Inoltre è vietato l'ingresso alle donne. Proprio per il timore che potesse portare alla rimozione di questo divieto, che ha dietro di sé una storia secolare, i monaci dello Athos si erano strenuamente opposti all'ingresso della Grecia nell'area Schengen.
L'Unione postale universale (U.P.U.) ha autorizzato, nel 2008, l'emissione di propri francobolli al Monte Athos, pur nell'ambito delle carte valori della Grecia, al fine di valorizzare le tradizioni ortodosse e far conoscere i tesori artistici conservati da secoli nei monasteri. La bandiera è gialla con l'aquila bicipite coronata nera, mentre la sigla automobilistica è AO.

## Organizzazione
La repubblica teocratica si trova nella lingua più orientale ("terzo dito") della penisola Calcidica ed è abitata da circa 1500 monaci ortodossi distribuiti in 20 monasteri o lavre, in 12 skite (comunità di monaci singoli sorte intorno a chiese) e in circa 250 celle (eremi isolati). Tutte le skite e le celle sono autonome per quel che riguarda la loro vita interna, ma ricadono sotto la giurisdizione di uno dei 20 monasteri principali per quel che riguarda i problemi generali della vita monastica e quelli amministrativi.
Ognuno dei 20 monasteri elegge un proprio superiore e i rappresentanti per la Sacra Comunità che esercita il potere legislativo su tutto il Monte Athos.
La principale delle due città è Karyès, che funge da capoluogo: qui hanno sede le istituzioni della Repubblica Monastica, la tesoreria, gli alloggi dei rappresentanti dei vari monasteri, la farmacia, le poste, un piccolo ospedale, alcune botteghe e una foresteria. Vi risiede anche il Governatore dello Stato greco. La città, al centro della penisola dell'Athos e a 375 m. s.l.m., è stata costruita intorno al IX secolo, in un sito nelle cui vicinanze sorgeva nell'antichità un santuario dedicato alla dea Artemide. A Karyès è conservato il Tragos, un rotolo di pergamena redatto nel 971 dagli igùmeni dei monasteri athoniti e controfirmato e sigillato dall'imperatore Giovanni Zimisce, che sancisce l'indipendenza perpetua del Monte Athos.
Il potere esecutivo delle diverse comunità monastiche è affidato a quattro segretari (epìstati). I monasteri sono di due tipi: i cenobi, dove i religiosi formano una stretta comunità governata da rigide regole, e gli idiorritmi, nei quali i monaci vivono di risorse personali, riunendosi solo per funzioni religiose e festività. 
L'abate (igúmeno), eletto a vita, è assistito da un consiglio di monaci (epitropía). Nei monasteri vivono monaci veri e propri (calógeri), novizi (díkmi) e conversi dediti a lavori manuali (paramikri); il monaco incaricato di accogliere visitatori e ospiti è detto archontáris. Si devono poi aggiungere i monaci eremiti, che vivono in meditazione, preghiera e solitudine estrema. Sui monti, sulle pareti di roccia, in grotte naturali o in celle inaccessibili vivono gli anacoreti. I sarabaiti formano gruppi di due/tre casupole isolate. Vi sono infine i girovaghi, monaci mendicanti senza fissa dimora.

## Mezzi di trasporto
L'unico mezzo per arrivare in questa Repubblica è il traghetto proveniente quotidianamente dalla città greca di Uranopoli: questo arriva al porto di Dafne, l'altro centro abitato della repubblica, da dove un torpedone porta alla minuscola capitale. Per spostarsi tra i vari monasteri occorre fare affidamento sulle poche corriere, sui mezzi degli stessi monasteri, che all'occorrenza trasportano i visitatori, sui battelli che collegano i monasteri o le skite sulla costa e, soprattutto, sulle proprie gambe. I sentieri, specie nella parte sud, sono spesso impervi e scoscesi, inadatti a chi soffre di vertigini.
Vi è un secondo battello, più piccolo, che collega i monasteri della costa di levante partendo dal porto di Ierissòs. Esso viaggia solo in caso di bel tempo e quindi i collegamenti non sono sempre garantiti e sicuramente mai nella stagione invernale.

## Il divieto di ingresso alle donne
Trattandosi di un territorio abitato da monaci di clausura, per tradizione nel Monte Athos possono entrare solo uomini. Questo anche perché essi considerano il monte il giardino della Vergine Maria, unica donna secondo loro ad aver camminato sulla montagna. Il controllo viene effettuato all'imbarco da Uranopoli e, se necessario, viene ripetuto all'arrivo a Dafne. La violazione è sanzionata penalmente dalla legge greca.
Questo divieto è stato così rigoroso nel corso della millenaria storia dell'Athos, che solo poche volte è stato infranto: ciò è capitato, per esempio, durante la seconda guerra mondiale, quando un gruppo di partigiani comunisti greci, tra cui alcune donne, entrò nella montagna sacra. Un altro caso fu quando la zarina consorte di Serbia, Elena di Bulgaria, autrice di ricchissime donazioni alla Chiesa greco-ortodossa, si presentò personalmente nel XIV secolo al monte, e pretese di visitare i monasteri; non potendo opporsi, i monaci stesero comunque tappeti dove l'imperatrice camminava, onde non "contaminasse" il sacro suolo.
In passato ci furono anche casi di donne travestite da uomo entrate sul Monte Athos. L'interdizione si estende anche agli animali domestici di sesso femminile, ad esclusione di gatti, insetti e uccelli, nonché a tutti i minorenni e in passato agli eunuchi.

## L'ospitalità monastica

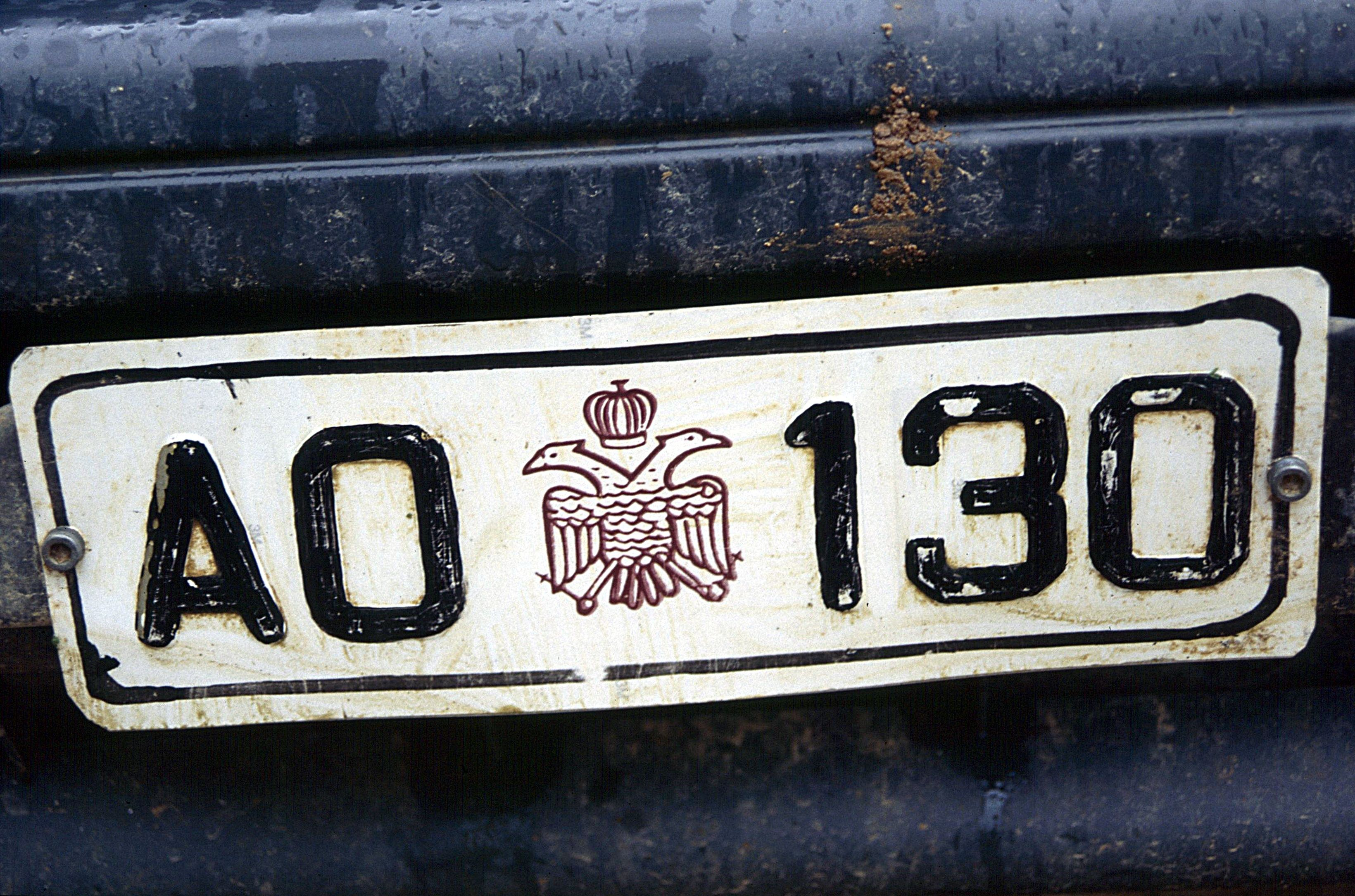
Una targa automobilistica del Monte Athos

Una delle caratteristiche principali del Monte Santo è che i visitatori sono ospitati dai vari monasteri. Per questa ragione il loro ingresso è limitato e l'accoglimento delle richieste può richiedere molti mesi. Solo il 10% circa dei 30 000 visitatori annui ammessi sono stranieri. È buona norma assicurarsi, mediante prenotazione, che il monastero dove si è previsto di fare tappa abbia posti disponibili nella foresteria. Non è infrequente, infatti, che pellegrini provenienti dal paese di origine dei monaci di quel monastero (ne esistono di russi, serbi, bulgari, ecc.) abbiano già riempito la foresteria. In tal caso il monastero è visitabile, ma occorre dormire in un altro luogo.
I pellegrini vengono accolti al loro arrivo da un monaco che offre caffè greco, lokum (dolcetti molto zuccherati), rakı (acquavite) e acqua. Vengono poi accompagnati nell'archontarìke (foresteria), dove si viene alloggiati in camerate con servizi comuni.

Gli spostamenti fra i vari monasteri e la vita nel loro interno sono regolati dalle varie rigide regole monastiche, non ammettendosi solitamente deroghe nel comportamento, che deve essere irreprensibile, anche per quanto riguarda l'abbigliamento. Vigono, a seconda del posto, differenti calendari e misure del tempo. Il tramonto, secondo l'antica consuetudine, corrisponde alla mezzanotte e i monaci si svegliano all'ora sesta del loro orologio tradizionale per la preghiera. Il pranzo può essere servito in prima mattinata e la cena intorno alle 17. I visitatori possono mangiare con i religiosi e tutto si svolge in non più di 15 minuti in assoluto silenzio, mentre un monaco legge le Scritture; mangiare, infatti, distrae dalla preghiera, scopo principale della loro vita. Naturalmente i visitatori, che si comportano da veri e propri pellegrini religiosi, possono partecipare alle varie funzioni liturgiche. 

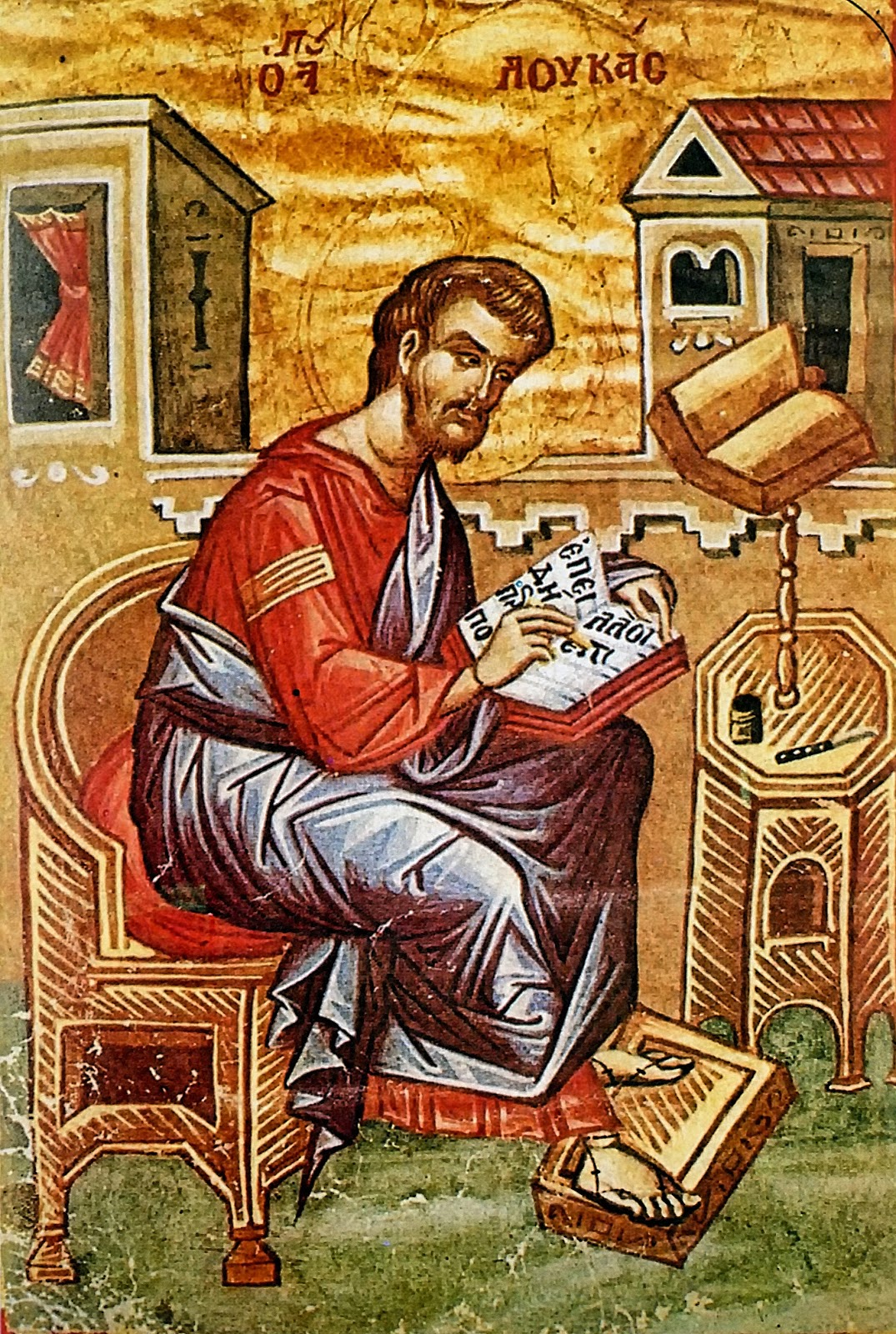
Luca evangelista, opera conservata al monastero di Grande Lavra

## Le ricche testimonianze storiche, artistiche, documentali e mistiche
L'Athos custodisce numerosi tesori artistici: antichi manoscritti, icone e affreschi dipinti dai più illustri rappresentanti della pittura bizantina, come Teòfane il Greco e Manuel Panselinos. Fin dalle origini, la Santa Montagna ha ospitato mistici e maestri spirituali, i cui scritti - assieme a quelli di molti altri autori cristiani - furono raccolti nella Filocalìa, una celebre antologia del XVIII secolo, la quale ha influenzato profondamente il mondo ortodosso. Il penultimo monaco canonizzato della Santa Montagna (nel 1988) è il mistico Silvano del Monte Athos (1866-1938), le cui opere sono state tradotte nelle principali lingue occidentali. L’ultimo monaco canonizzato dal Santo Sinodo del Patriarcato ecumenico di Costantinopoli (il 27 novembre 2013) è Porfirio di Kafsokalyvia (1906-1991), la cui memoria si celebra il 2 dicembre.

## Lista dei centri abitati

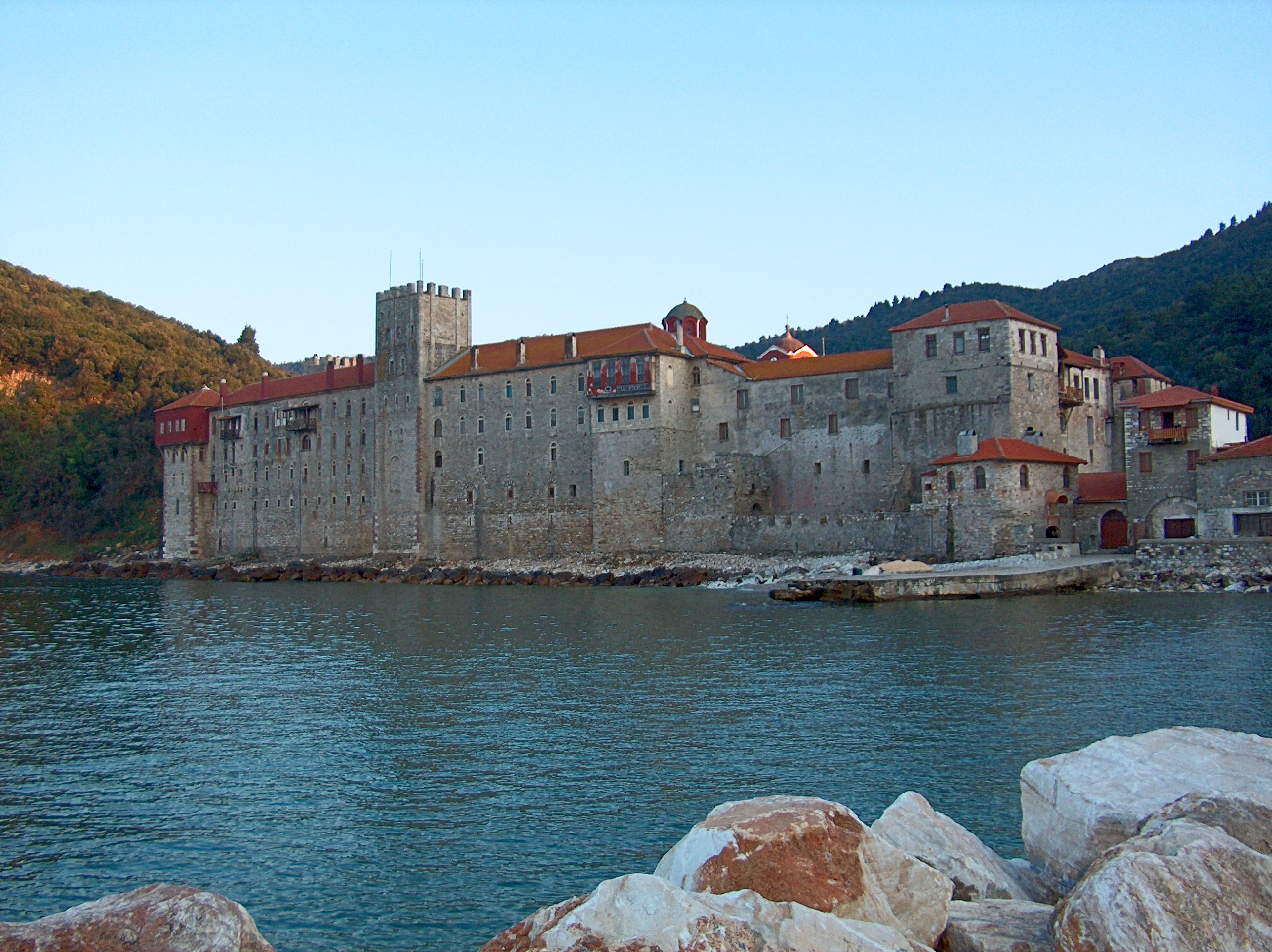
Monastero di Esfigménu

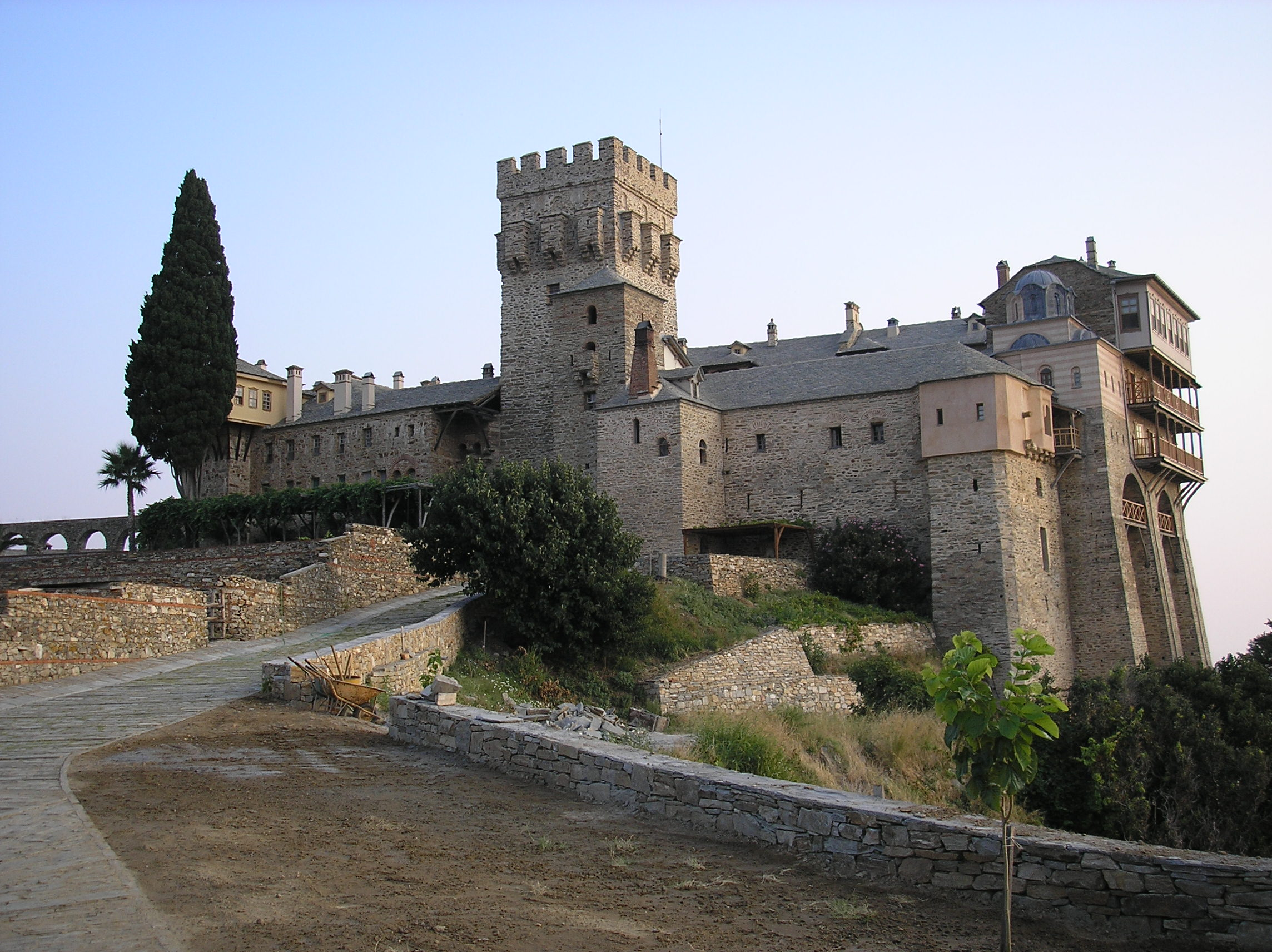
Monastero di Stavronikita

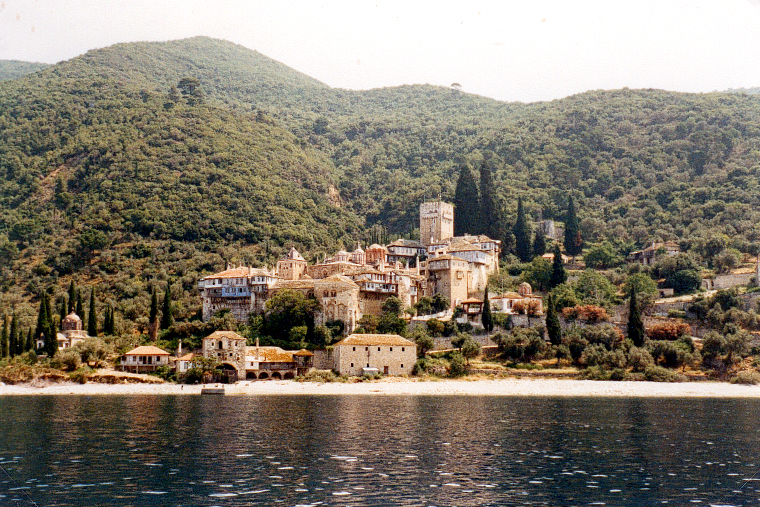
Il Monastero di Dochiarìu, sulla costa occidentale del Monte Athos

### I venti monasteri
1. Grande Lavra (Μεγίστη Λαύρα, Megísti Lávra)
2. Vatopédi (Βατοπέδι o Βατοπαίδι)
3. Ivìron (Ιβήρων; ივერთა მონასტერი, iverta monasteri) - costruito dai georgiani
4. Hilandar (Χιλανδαρίου, Chilandariou; Хиландар) - serbo
5. Dionysiou (Διονυσίου, Dionusiou)
6. Koutloumousiou (Κουτλουμούσι, Koutloumousi)
7. Pantokratoros (Παντοκράτορος, Pantokratoros)
8. Xeropotamou (Ξηροποτάμου)
9. Zografou (Ζωγράφου, Зограф) - bulgaro
10. Dochiariou (Δοχειαρίου)
11. Karakalou (Καρακάλλου)
12. Philotheou (Φιλοθέου)
13. Sìmonos Petra (Σίμωνος Πέτρα o Σιμωνόπετρα)
14. San Paolo (Αγίου Παύλου, Agiou Pavlou)
15. Stavronikìta (Σταυρονικήτα)
16. Xenophòntos (Ξενοφώντος)
17. Osiou Grigoriou (Οσίου Γρηγορίου)
18. Esphigmenou (Εσφιγμένου)
19. San Pantaleone (Αγίου Παντελεήμονος, Agiou Panteleimonos; Пантелеймонов; o Ρωσικό, Rossikon) - russo
20. Konstamonitou (Κωνσταμονίτου)

### Principali skite
- Kafsokalyvia

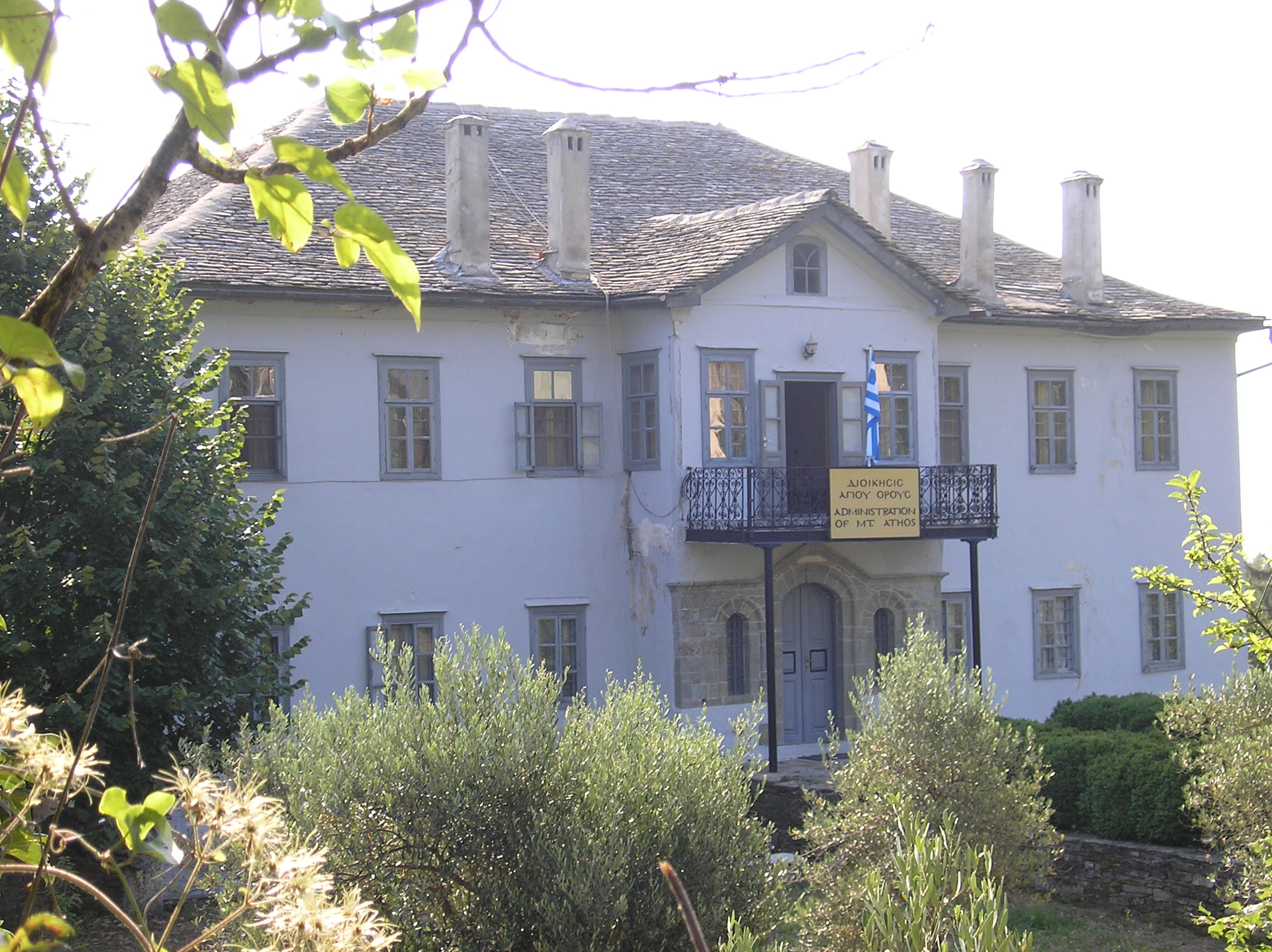
Il palazzo sede delle istituzioni monastiche, a Karyes

- Lakkoskete (Lacu, Sfântul Dumitru - romeno)
- Neà Skita
- Pròdromos o del Battista (Prodromu, Sfântul Ioan Botezătorul - romeno)
- Provata
- Skita di Sant'Anna
- Skita di San Basilio
- Skita di Ivìron
- Skita di Koutloumousiou
- Skita di Pantokratoros
- Sketa di Vatopedi
- Skita di Xenophontos
- Skita di Sant'Andrea, conosciuto anche come Sarai (Σαράι)

### Centri abitati
- Karyes (238 ab.), capitale della Repubblica Monastica
- Dafne (38 ab.), porto principale